# Zveza najstarejših evropskih mest
Zveza najstarejših evropskih mest je delovna skupina, ki povezuje najstarejša mesta v Evropi. Ustanovljena je bila leta 1994, ideja pa prihaja iz mesta Argos v Grčiji, predstavljene v Evropski uniji. Skupina obstaja za razpravo o vprašanjih, kot so arheološke raziskave, turizem in vključevanje spomenikov pri urbanističnem načrtovanju.

## Člani
Člani zveze so naslednja mesta, ki predsedujejo skupini tako, da rotirajo:
- Argos (Grčija)[1]
- Béziers (Francija)[1]
- Cádiz (Španija)[1]
- Colchester (Velika Britanija)[1]
- Cork (Irska)[1]
- Évora (Portugalska)[1]
- Maastricht (Nizozemska)[1]
- Roskilde (Danska)[1]
- Tongeren (Belgija)[1]
- Worms (Nemčija)[1][2]

Prvo srečanje se je odvijalo med  22. – 26. junijem 1994.